# Pierre Cardon
Pierre Marie Joseph Cardon (ur. 30 października 1894, zm. 4 grudnia 1987) – francuski as myśliwski z czasów I wojny światowej. Osiągnął 5 zwycięstw powietrznych. Należał do grona asów posiadających tytuł honorowy Balloon Buster.

## Życiorys
Pierre Cardon urodził się w Armentières (Nord). Studiował w Lille na Catholique des Artes et Metiers. Do wojska wstąpił razem z młodszym bratem Michel 29 sierpnia 1914 roku. Został przydzielony do 5e Regiment des Chasseur a Cheval. W kwietniu został przeniesiony do lotnictwa i przydzielony jako mechanik do Escadrille C 64.
W styczniu 1917 roku znowu razem z bratem zostali skierowani do szkoły pilotów w Avord. Licencję pilota uzyskał 8 kwietnia 1917 roku. Ze względu na swoją dużą wiedzę na temat budowy samolotów został w szkole na stanowisku instruktora. Wśród jego uczniów byli amerykański as Frank Baylies oraz Polak w służbie carskiej Stefan Pawlikowski.
Po śmierci swojego brata w wypadku lotniczym 10 września 1917 roku, na własną prośbę został skierowany do szkoły pilotów lotniczych w Pau oraz Cazeaux. 15 grudnia 1917 roku został przydzielony do eskadry myśliwskiej SPA 81. Pierwsze zwycięstwo powietrzne odniósł 15 maja 1918 roku. W ciągu trzech tygodni odniósł 5 zwycięstw nad balonami obserwacyjnymi. Do końca wojny służył w SPA 81. Wszystkie zwycięstwa odniósł na samolocie SPAD S.VII.

## Odznaczenia
- Médaille militaire
- Croix de Guerre (1914-1918)